# Barnasjön (Vederslövs socken, Småland)
Barnasjön är en sjö i Växjö kommun i Småland och ingår i Mörrumsåns huvudavrinningsområde.